# Výreček africký
Výreček africký (Otus senegalensis) je malá africká sova z čeledi puštíkovitých žijící v savanách, buších a otevřených lesích na rozsáhlém území subsaharské Afriky. Dorůstá 19–24 cm a má výborné ochranné šedočerné zbarvení, které mu dovoluje splynout s kmenem stromu. Je aktivní v noci, loví nejčastěji hmyz, ale požírá také malé ptáky a savce. Hnízdí v opuštěných hnízdech jiných ptáků nebo v dutinách stromů, v jedné snůšce pak bývají 2–4 vejce.